# ابوالفضل صلبی
ابوالفضل صلبی (زادهٔ ۷ آذر ۱۳۰۳ – درگذشتهٔ ۷ اردیبهشت ۱۳۹۹) بازیکن بسکتبال اهل ایران بود.
وی در سال در شهر بادکوبه از خانواده ای با اصالتی از شهر اردبیل متولد شد.با روی کار آمدن بلشویک‌ها در شوروی و فشار مبنی بر اخراج مهاجرین ایرانی مبنی بر اینکه یا شناسنامه شوروی را اخذ کرده و در آنجا بمانند یا به ایران بازگردند و شناسنامه ایرانی در ایران دریافت کنند خانواده صلبی هم به مانند دیگر خانواده‌های اردبیلی ساکن در باکو مانند علی سلیمی،محمود دست پیش نوازنده تار، اسماعیل چشم‌آذر نوازنده کمانچه، لطیف طهماسبی زاده نوازنده قاوال، عادل آخوندزاده آهنگساز و نوازنده تار، سیف‌الله ابراهیم پور رهبر ارکستر ،صفرعلی جاویدرهبر ارکستر و … به زادگاه پدریشان اردبیل بازگشته و در آنجا شناسنامه ایرانی (متولد اردبیل) صادر گردید تا ۸ سالگی در اردبیل زیست و در اردبیل شناسنامه ایرانی صادره از اردبیل را دریافت کرد..
- در مصاحبه آرشیو شماره ۱۸۸۸ کیهان ورزشی را به تاریخ ۷ اردیبهشت ۱۳۷۰ وی اینگونه می گوید :

ترک اردبیل و اصالتا بادکوبه ای هستم، پدر بزرگم تاجر بود و با کشور روسیه تجارت می کرد. یک روز راهزن ها او را در گردنه «قافلان کوه» گیر انداختند و کشتند. پدرم چشمش ترسید و آن زمان ما و خواهر برادرهایش را جمع کرد و به اردبیل . پس از آن به تهران آمدیم و در منطقه سنگلج ساکن شدیم. بهترین افتخارم در زندگی این است که هیچ وقت در زندگیم باعث نشدم کسی از دستم برنجد و قهر کند..

پس از آن همراه خانواده‌اش به  تهران در محله سنگلج مهاجرت کرد و دوران تحصیل خود را در مدرسه معزی واقع در خیابان چراغ برق، گذراند.او پس از راهیابی به دبیرستان دارالفنون جذب بسکتبال گردید.پس از گذراندن تحصیلات به تیم بسکتبال دارایی تهران پیوست. بعد از انحلال باشگاه دارایی، وی راهی باشگاه استقلال شد و تا پایان دوران ورزشی اش، در این تیم ماند. صلبی در سال ۱۳۲۷ به تیم ملی بسکتبال ایران راه پیدا کرد و در المپیک لندن ۱۹۴۸  عضو تیم ملی بسکتبال ایران بود. تیم ایران در المپیک لندن در بین بیست و شش تیم، چهاردهم شد. ابوالفضل صلبی که در بین ورزشکاران و ورزشدوستان ایرانی به عمو صلبی شهرت پیدا کرده بود.وی در بازی‌های المپیک تابستانی ۱۹۴۸ به همراه تیم ملی بسکتبال ایران شرکت کرد و در شش بازی در ترکیب این تیم در مسابقات حضور یافت و در بازی‌های آسیایی ۱۹۵۱ با این تیم نشان برنز گرفت. او زادهٔ سال ۱۳۰۳ شمسی بود و در دههٔ ۱۳۲۰ و ۱۳۳۰ عضو تیم ملی ایران بود. صلبی همچنین آخرین بازمانده از تیم ملی بسکتبال اعزامی ایران در المپیک ۱۹۴۸ لندن بود.او در ۷ اردیبهشت ۱۳۹۹ درگذشت.